# 黨大會

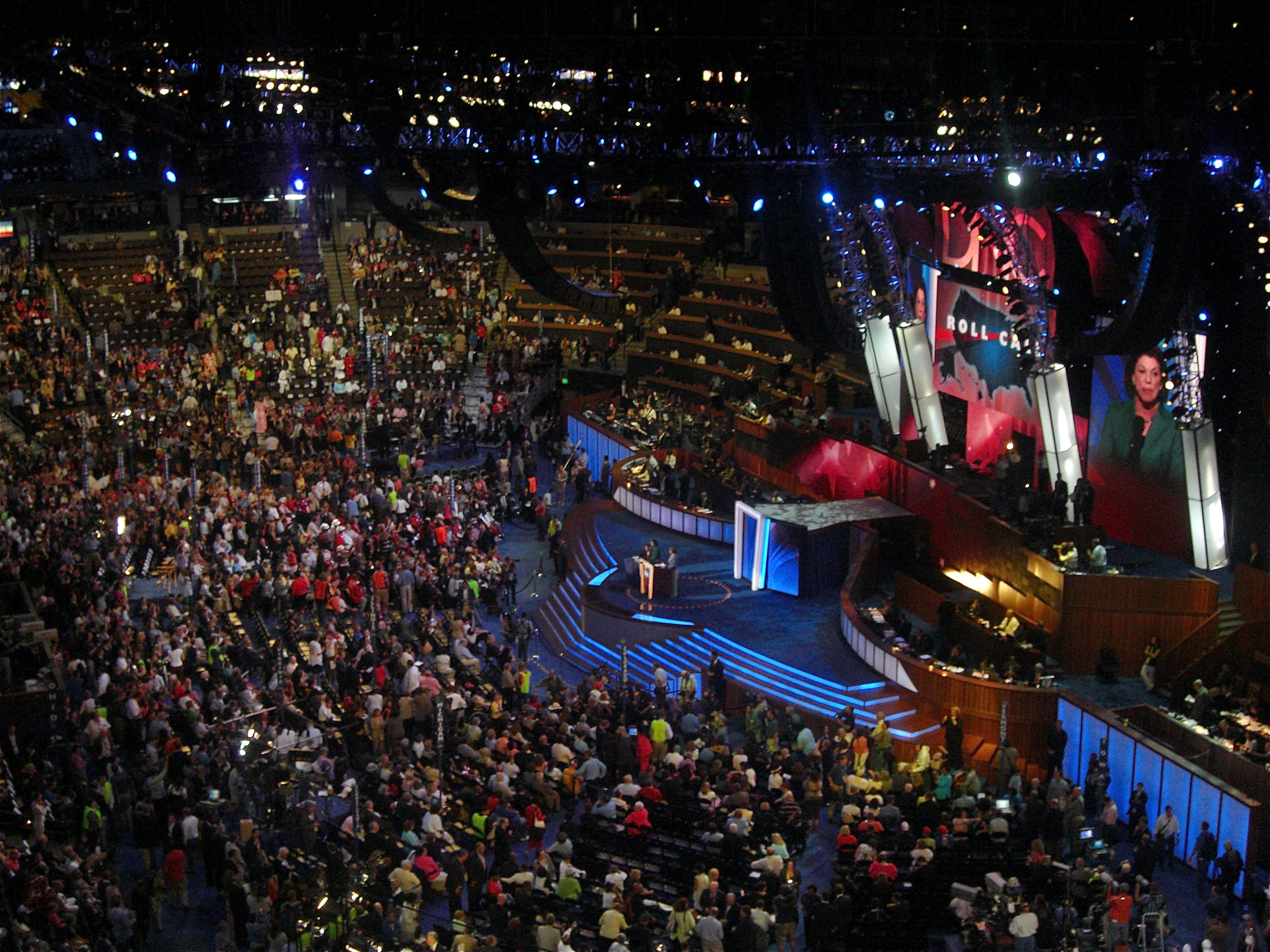
2008年，美國民主黨全國代表大會於丹佛百事中心舉行，黨籍聯邦參議員歐巴馬與拜登被大會提名為2008年美國總統選舉正副總統候選人。

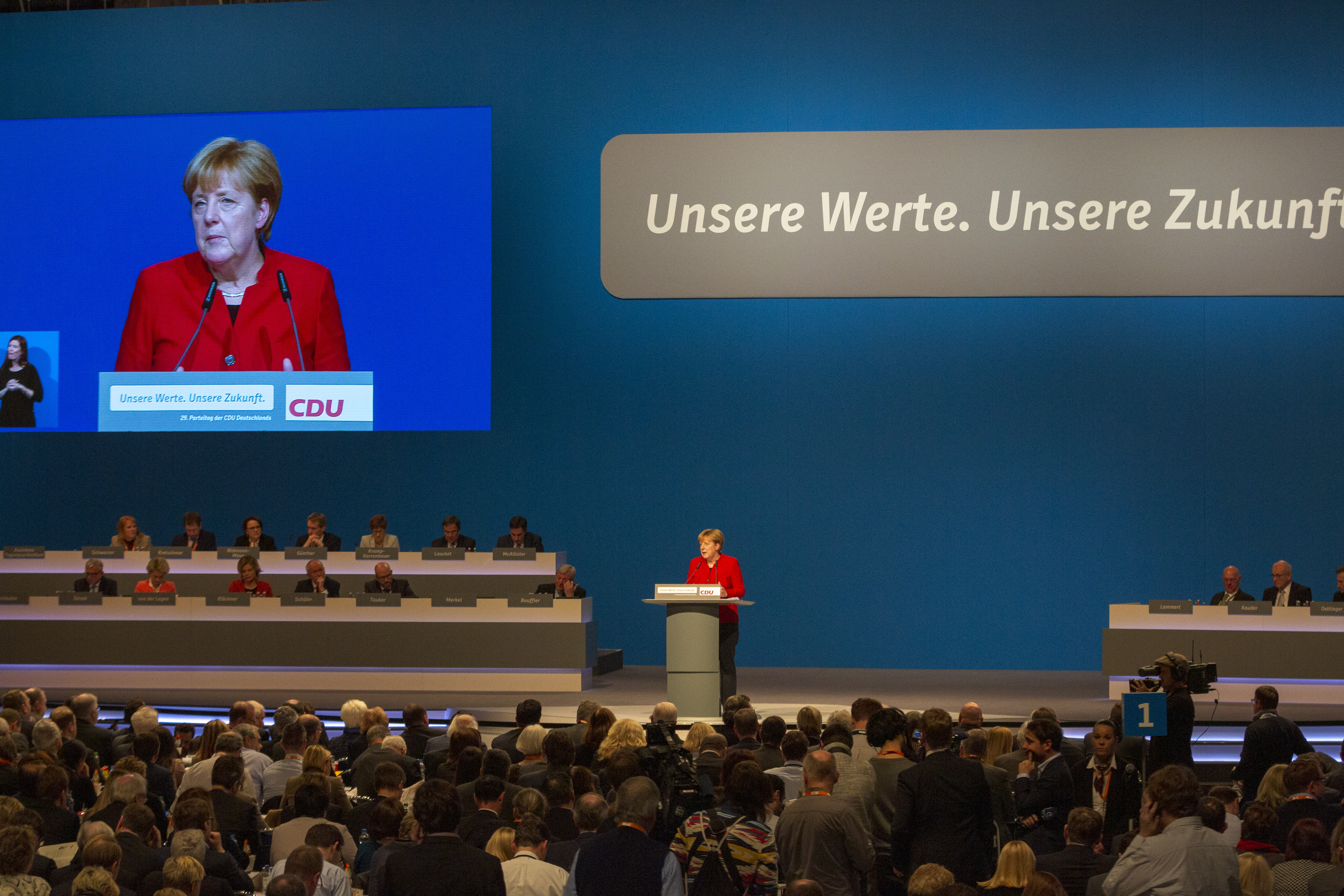
2016年，德國基督教民主聯盟黨魁安格拉·梅克爾於大會上演說。

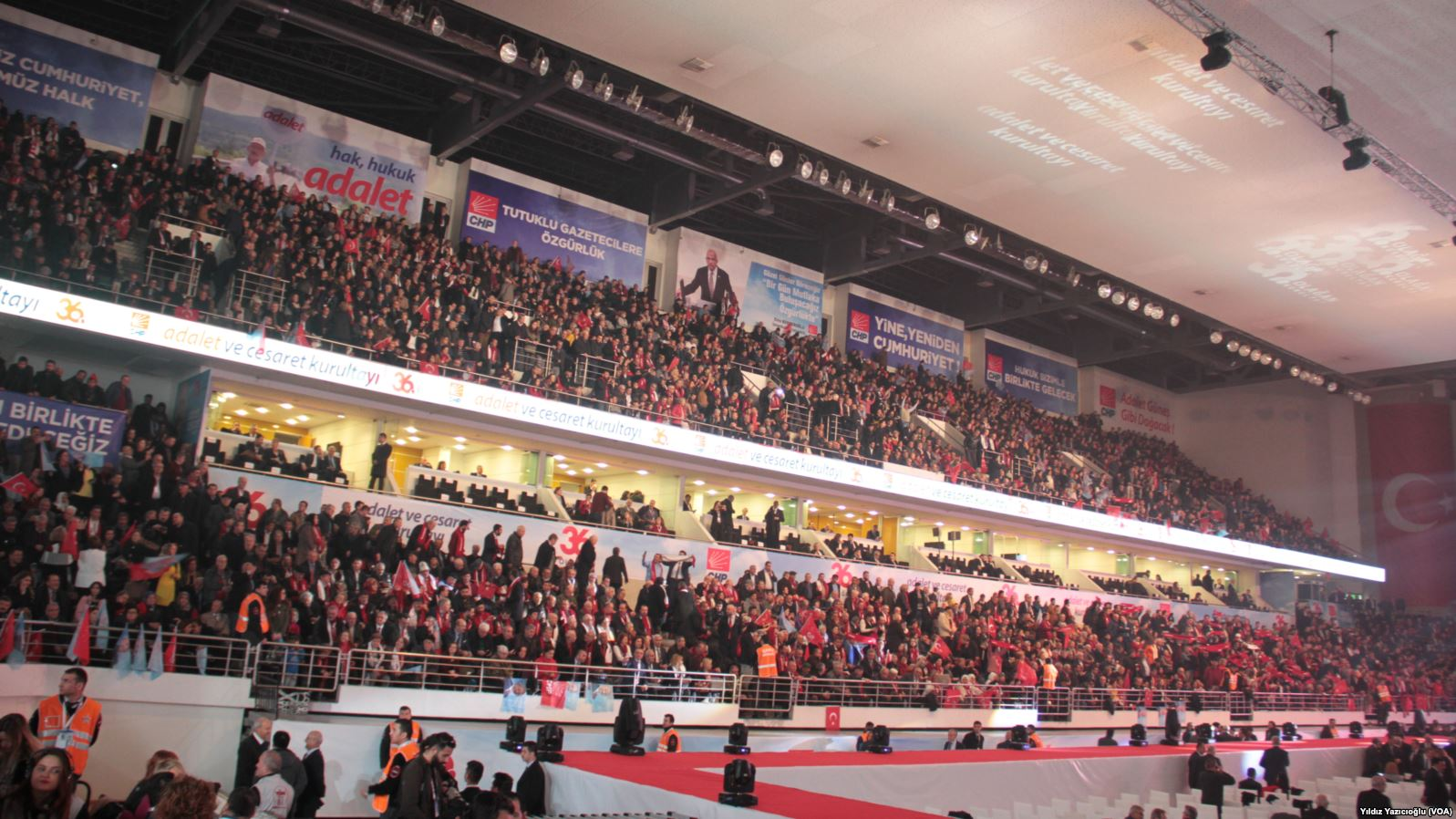
2018年，第36屆共和人民黨全國代表大會常會於安卡拉體育館舉行，時任土耳其共和人民黨黨首凱末爾·基里達歐魯獲該屆大會選舉連任黨魁。

黨大會是一個政黨內部的大型會議，與會者為該黨的黨員，或是由黨員依照黨內程序所產生的代表。黨大會在政黨中之功能通常類似國家或地方政權中之議會機關，在大會上討論及通過該黨之重要政綱、決定下屆選舉推派之人選、或決議該黨的未來動向。
黨員會議體現民主精神，雖然不少政黨存在大佬文化、由核心成員左右大局。少數派無法改變黨員大會的投票取向。

## 共產主義國家
由共产党執政之國家之政治制度通常為一党制之黨國體制。共產黨之黨大會所通過之人事或政綱通常會在隨後召開的國會中照案通過，其重要性與受到關注程度通常較國會更大。
| 狀態 | 國家           | 執政黨         | 執政黨最高權力機構         |
| ---- | -------------- | -------------- | -------------------------- |
| 現在 | 中华人民共和国 | 中国共产党     | 中国共产党全国代表大会     |
| 現在 | 古巴           | 古巴共產黨     | 古巴共產黨大會（）         |
| 現在 |                | 老挝人民革命党 | 老撾人民革命黨全國大會（） |
| 現在 |                | 朝鲜劳动党     | 朝鲜劳动党全国代表大会（） |
| 現在 | 越南           | 越南共产党     | 越南共產黨全國代表大會（） |
| 歷史 | 苏联           | 苏联共产党     | 苏联共产党代表大会（）     |
| 歷史 | 东德           | 德國統一社會黨 | 德國統一社會黨大會（）     |
| 歷史 | 蒙古国         | 蒙古人民革命黨 | 蒙古人民革命黨大會（）     |

## 日本
現今日本之主要政黨中：
- 自由民主黨以「黨大會」為「黨之最高機關」（《黨則》第27條）
- 立憲民主黨以「黨大會」為「最高議決機關」（《立憲民主黨規約》第9條）
- 公明黨以「全國大會」為「黨之最高議決機關」（《公明黨規約》第11條）
- 日本共產黨以「黨大會」為「黨之最高機關」（《日本共產黨規約》第19條）

## 中華民國
現今中華民國兩大政黨中：
- 民主進步黨以「全國黨員代表大會」為「最高權力權關」（《民主進步黨黨章》第14條）
- 中國國民黨以「全國代表大會」為「最高權力權關」（《中國國民黨黨章》第19條）

### 政黨法
2017年12月開始施行之《政黨法》中規定，政黨成立初期應以「黨員大會」為最高權力機關。至政黨章程由黨員大會通過後，方可依照黨章規定由黨員選出代表，召開「黨員代表大會」，行使黨員大會職權。該法中並規定黨員大會或黨員代表大會至少每兩年應召開一次；如連續四年未召開，經主管機關內政部限期召開仍不召開者，應廢止其做為合法政黨之備案。
- 時代力量 － 於2015年1月25日創立，首次黨員大會於2019年1月13日舉行[1][2]
- 台灣基進 － 於2016年5月15日創立，首次黨員大會於2020年10月31日舉行[3]
- 臺灣民眾黨 － 以「黨員代表大會」為「最高權力權關」（《台灣民眾黨章程》第11條），於2019年8月6日創立，首次黨員大會於2020年8月2日舉行[4]

## 美國
美國兩大政黨均有全國大會（National Convention），其實際上為總統提名大會，在每四年美國總統選舉前舉行，功能為決定該黨之總統及副總統侯選人。
- 民主党 － 民主党全国代表大会
- 共和黨 － 共和黨全國代表大會

## 英國
在英國，政治會議（通常稱為黨代表大會或政黨會議）通常在每年9月和10月舉行，期間為時三個禮拜，會議期間下議院休會。英國三大政黨會議即保守黨全國大會、工黨全國大會和自由民主黨全國大會，三黨會議均在此期間舉行。

## 曾經存在的黨大會

### 臺灣日治時期
臺灣首次民主政治運動風朝始於日本統治下的大正民主時期。此時多數臺灣社會領袖對政府之態度，由早期的武裝抗日轉為在《大日本帝國憲法》體制內的政治請願。其中臺灣議會設置請願運動的主要運動人士蔣渭水、林獻堂等人於1927年創立臺灣民眾黨，該黨前後舉行過三次「全島黨員大會」（例如《臺灣民眾黨第三次全島黨員大會宣言》）；而後成立的臺灣地方自治聯盟也召開過四次「聯盟大會」（例如《臺灣地方自治聯盟第三次聯盟大會宣言及決議》）。該時期之政治運動成功爭取到1935年臺灣史上第一次地方選舉，之後日本軍國主義抬頭，政黨政治活動皆為臺灣總督府所查禁。